# Platja Llarga (Salou)
La platja Llarga és una platja semiurbana del municipi de Salou (Tarragonès), situada a l'inici del cap de Salou, encaixada entre roques. Limita al nord-oest amb la Punta del Lari, que la separa de la platja de Llenguadets, i al sud-est amb un seguit de caletes (caleta de la Duna, caleta de la Roca Blanca, i caleta de les Roques Punxoses), que sovint es consideren integrades a la platja Llarga. Malgrat el seu nom, no és la platja més llarga del municipi, superada amb escreix per la platja de Llevant i la platja de Ponent, però sí és la més llarga de la zona del cap de Salou. Al rereplatja hi ha una duna grimpadora que forma un cordó dunar, i està rodejada de pineda. Orientada al sud-sud-oest, té una longitud de 293 metres i una amplada mitjana de 46 metres, formada per sorra fina i daurada, amb un pendent d'entrada a l'aigua suau. S'hi accedeix pel camí de ronda. Disposa de dutxes, punts de socors, lloguer de gandules, para-sols i equips per a la pràctica d'esports nàutics.
L'Agència Catalana de l'Aigua efectua un control setmanal de la qualitat de l'aigua, durant la temporada de bany, amb el resultat d'excel·lent. Compta amb el segell ISO 14001 que acredita la seva excel·lent salubritat i qualitat ambiental i turística.
Els temporals s'enduen periòdicament la sorra de la platja. El 2022, el Ministerio para la Transición Ecològica la va reposar, traslladant-la des de la platja de Ponent.